# 伸冤人
是一部2014年美国惊悚动作片，由安東尼·法奎执导，李察·威克编剧，根据1980年代由愛德華·伍德沃德主演的电视剧《都市奇俠》（台灣曾由台視播映）改编而成，但主要劇情則多為電影原創。故事敘述退役的情報員麥考为了营救一名叫泰芮的年輕妓女，与一帮俄羅斯黑手黨人士结下仇恨。本片由丹泽尔·华盛顿、科洛·莫瑞兹、馬頓·索柯斯、梅莉莎·李歐和海莉·班奈特主演，美国于2014年9月26日上映，續集《私刑教育2》於2018年上映。

## 剧情
一名中央情报局前探員在妻子死前答應，絕不會繼續槍口淌血地生活，於是他假裝自己殉職，退隱江湖，化名羅伯特·麥考，隱居於麻省的波士頓，並在一間傢具超市打工。因妻子生前很愛看書，麥考打算在退休後讀滿100本書以紀念妻子。他往往在半夜帶著一包茶包，到住家附近一間快餐店看書，日復一日，過著平靜的生活。
一晚，麥考一如往常到快餐店看書，並認識了他前幾天曾搭過話的一位雛妓泰芮；在聊過天後得知花名泰芮的本名為艾琳娜，被俄羅斯黑幫逼良為娼，其實她很想成為一位歌手，並自行錄製了試唱帶。當晚，兩人邊走邊聊，艾琳娜由於被嫖客毆打時還手，被俄羅斯黑幫角頭史拉維攔下教訓。在場的麥考因猶疑而未出手，史拉維給了麥考一張名片後作為警告，便上車離開。
後來，快餐店老闆告訴麥考，艾琳娜遭史拉維毒打而住進了加護病房，麥考到醫院問了艾琳娜的同事曼蒂，決定出手救她，獨自到名片上的地址，也就是俄羅斯黑手黨常待的一間餐廳，試圖以9,800美元為艾琳娜贖身，但遭對方拒絕並嘲笑他。麥考假裝要離去，實際卻鎖了門，轉身用史拉維手下的武器和周遭物品襲擊他們，只用了十九秒便把對方五人全部殺死，並將監視器的記憶卡取走以滅證。
遠在莫斯科的俄羅斯黑手黨真正老大普希金得知手下被殺，找來了強而有力的幫手泰迪到波士頓來調查真相。泰迪是一個前蘇聯特種部隊軍官，擁有超凡的武藝槍法、過人的智慧經驗與狠毒的手法心腸。
麥考在傢俱超市的生活很平靜，跟同事相處愉快，協助年輕同事拉爾夫減肥與重訓，以能通過測驗以成為公司的警衛。但拉爾夫母親的店遭人放火，使得他不得放下保全考試，轉而回家幫忙生意；麥考發現是兩位勒索規費的貪腐刑警所為，在教訓他們後，要求他們將向拉爾夫母親勒索的錢還回和道歉，否則將公布他們強行索賄的影片，隔日兩名刑警便將錢歸還給拉爾夫的母親，拉爾夫得以回到傢俱超市工作，並在不久後成功地考上警衛。麥考和同事相當為他高興。後來，一位搶匪搶了傢俱超市的錢和同事珍妮家傳的戒指，麥考暗自將戒指奪回，並默默的將戒指歸還給珍妮。
與此同時，泰迪發現了殺死史拉維等人的是麥考，經過數次追擊仍抓不到麥考，在此期間殺害了曼蒂、與麥考接觸過的那兩名貪腐警員。泰迪對麥考的身手、洞察能力相當驚訝。
麥考覷機拍下泰迪的面容後，前去維吉尼亞州尋找退休的友人，中情局特務蘇珊·普拉默和布萊恩·普拉默夫婦詢問關於泰迪、黑幫和普希金的相關情報。在他離開後，蘇珊向布萊恩表示麥考的來訪並不是來尋求「幫助」，而是來要求「許可」。
麥考找到了一位幫助泰迪的貪汙警察法蘭克·馬特斯，將法蘭克關在注入排氣管廢氣的車內威脅對方。麥考從法蘭克問出普希金的洗錢工廠進而混入除之，並把法蘭克送交警方。麥考也從法蘭克手上找到了一支裝有關於普希金非法資料的隨身碟。
麥考親自到之前俄羅斯黑幫常聚的餐廳和泰迪面對面交談，並說明自己先前發誓不再回到過去，但為了泰迪這種「人渣」而願意破戒。麥考接著將普希金走私的貨物船炸掉。這舉動惹怒了普希金，普希金不滿泰迪追殺麥考的任務毫無進展，他警告泰迪一定要殺了麥考，不然就不讓他回莫斯科。氣急的泰迪找來了新團隊助陣。
為了報仇，泰迪劫持拉爾夫、珍妮等超市同事，威脅麥考如果半小時內不現身，就要殺死人質。麥考暗中進入店內，關掉所有的照明設備，並要拉爾夫帶著人質們離開。接著，麥考和拿著各種槍械的泰迪一幫人在黑暗的賣場中展開對峙。機智的麥考運用各種陷阱和賣場裡的鐮刀、斧頭、電鑽等物品殺死了泰迪的手下們，自己也受了傷。成功讓人質離開後的拉爾夫返回幫忙麥考，但腿部中了彈。當泰迪正要殺拉爾夫時，麥考從後方現身以射钉枪殺死了泰迪。麥考確認拉爾夫平安後便離去。
三天後麥考在莫斯科殺死了普希金的保鑣，並設置了一個水加電的陷阱讓普希金死亡。
麥考返回波士頓療傷，與走向正軌的艾琳娜見面。艾琳娜感謝麥考給了她第二次機會重獲自己的人生，並說得到了陌生人的9,800元的捐助，將離開到國外學習。艾琳娜不知道錢是麥考匿名所給。
麥考決定利用自己的技能來幫助他人，並在網上張貼廣告，表明自己是「伸冤人」。他收到另一個請求，並回答「同意」。
在電影的一開始引用了馬克·吐溫的一句經典名言：「在你的生命中有兩個最重要的日子，就是你出生的那一天和你找到你為何存活的那一天」。

## 演員
- 丹佐·華盛頓 飾 羅伯特·麥考（Robert McCall）：前中情局特務，時常以私刑來伸張正義，擅長利用周遭的各種物品來攻擊，為了朋友艾琳娜而與俄羅斯黑幫作對。
- 馬頓·索柯斯 飾 泰迪·倫森／尼古拉·葉欽科（Teddy Renson／Nicolai Itchenko）：俄羅斯黑幫老大的莫斯科合作者，行事風格強硬、謹慎且兇殘[5]。
- 克蘿伊·摩蕾茲 飾 艾琳娜／泰芮（Alina／Teri）：史拉維手下的一名妓女。麥克的朋友，與其在常去的餐館認識。
- 梅莉莎·李歐 飾 蘇珊·普拉默（Susan Plummer）：退休的中情局特務，麥克的朋友，布萊恩的妻子。
- 比爾·普曼 飾 布萊恩·普拉默（Brian Plummer）：退休的中情局特務，麥克的朋友，蘇珊的丈夫[6]。
- 海莉·班奈特 飾 曼蒂（Mandy）：艾琳娜的朋友，同為妓女。
- 大衛·哈伯 飾 法蘭克·馬斯特斯（Frank Masters）：幫助泰迪的貪汙警察，為俄羅斯黑幫效命。
- 大衛·梅尼爾（英语：David Meunier） 飾 史拉維（Slavi）：俄羅斯黑幫的賣淫行業老闆。
- 強尼·史考爾提斯 飾 拉爾夫（Ralphie）：五金賣場的員工與麥克的朋友，努力成為一名保全而受訓練。
- 拉迪米·庫利奇（英语：Vladimir Kulich） 飾 佛拉迪米·普希金（Vladimir Pushkin）：俄羅斯黑幫老大，為了解決麥克而雇用泰迪。
- 亞力士·維多夫（英语：Alex Veadov） 飾 泰維（Tevi）：史拉維手下，心臟和下巴遭麥克以開瓶器貫穿而死。
- 詹姆斯·威爾考克斯 飾 彼得森（Pederson）：史拉維手下，遭麥克以小刀刺傷脖子而死。
- 麥克·奧戴 飾 雷瑪（Remar）：泰迪手下。
- 阿納斯塔西婭·穆西斯 飾 珍妮（Jenny）：五金賣場的女員工。

## 制作
2013年6月开拍，取景地包括麻州的索里茲伯里、漢米頓、切尔西、黑弗里尔和波士顿。

## 發行
2014年6月25日，IMAX公司宣布，他們已和索尼達成了一個協議，將於9月26日在全球的影院放映IMAX版電影。2014年9月7日，本片於2014年多倫多國際電影節上首次公開放映。

### 評價
電影獲得了多為正面的評價，影評人稱讚華盛頓的演技與福奎阿的故事方向，但也批評故事缺乏多元性的發展。爛番茄基於171條專業評論持有61％的新鮮度，觀眾支持度81％，平均得分為5.8／10；該網站共識：「安東尼·福奎阿提供了，隨著攝影機與丹佐·華盛頓伸張正義的背後，《私刑教育》有著更時尚的暴力超過其意義」。Metacritic上41家媒体综评57分（滿分100），代表「好壞參雜的評價」。

### 票房
美国首周末收获3500萬美元名列第一位；次周末收1900万居第三位，最终本土获得1.01亿，全球收入1.92亿。
| 上一届： 《迷宫行者》 | 2014年美國週末票房冠軍 第39周 | 下一届： 《消失的愛人》 |

## 續集
2014年2月24日，宣布，索尼與Escape Artists計劃打算拍一部續集，並再由李察·溫克編劇。2014年10月上旬，法奎接受記者採訪時表示，會有續集的原因是當觀眾和丹佐所期望的。他說，這將會有一個有趣的人物和能有更多國際風味的續集。2015年4月22日，續集獲得片商證實，華盛頓將再度回歸演出。2015年6月11日，索尼宣布《私刑教育2》在2017年9月29日推出。2016年9月，宣布電影於2017年9月開拍，法奎和華盛頓都確認回歸。